# Chlebičov
Chlebičov (en allemand : Klebesch) est une commune du district d'Opava, dans la région de Moravie-Silésie, en République tchèque. Sa population s'élevait à 1 181 habitants en 2021.

## Géographie
Chlebičov se trouve à 6 km à l'est-nord-est d'Opava, à 27 km au nord-ouest d'Ostrava et à 253 km à l’est de Prague.
La commune est limitée par Oldřišov au nord, par Štěpánkovice à l'est, par Kravaře au sud-est, par Velké Hoštice au sud, et par Opava à l'ouest.

## Histoire
La première mention écrite de la localité date de 1250.

## Transports
Par la route, Chlebičov se trouve à 6,5 km d'Opava, à 34 km de Ostrava et à 331 km de Prague.